# رولف ينغفار بيرغ
رولف ينغفار بيرغ (بالنرويجية البوكمول: Rolf Yngvar Berg)‏ هو عالم نبات وبروفيسور نرويجي، ولد في 2 ديسمبر 1925 في أوسلو في النرويج، وتوفي في 25 أغسطس 2018.